# Mandarina Duck
Mandarina Duck è un'azienda di moda italiana, specializzata in valigie, borse da viaggio e accessori. La sede centrale era a Bologna prima di essere trasferita a Milano. Dal 2011 appartiene al gruppo coreano E-Land.

## Storia

### Gli inizi
È fondata nel 1977 dai cugini Paolo Trento e Pietro Mannato, prima in uno scantinato e poi nella sede di un vecchio cinema, con l'idea, nata dopo un viaggio in auto in Turchia e Marocco, di realizzare beautycase per le donne. La prima collezione si chiama Utility, una borsa fatta di materiali sintetici e molto colorata, in controtendenza con le borse in pelle marrone o nera dell'epoca. Il nome del marchio Mandarina Duck e il logo sono ispirati a una specie di anatra, l'anatra mandarina, che vive sulle rive del fiume Ussuri, al confine fra la Russia e la Cina. Un animale migratore, chiarirà Paolo Trento, che "rispecchiava i valori del marchio, (...) con un piumaggio molto colorato, tenace e con le penne impermeabili".
Negli anni ottanta e novanta l'azienda si espande grazie anche alla produzione di zainetti, apre negozi in franchising, nel 1991 è una delle prime aziende occidentali ad aprire un negozio monomarca nel department store Gum di Mosca, arriva ad avere 800 dipendenti e nel 1996 rileva Lamarthe, un nome storico della pelletteria femminile francese, nato nel 1930 e con tre boutique monomarca a Parigi, due in Spagna (a Barcellona e Valencia), una ad Hong Kong e una a Shanghai. Oltre alla sua vasta gamma di articoli da viaggio e borse, Mandarina Duck allarga la produzione anche agli occhiali da sole, orologi e, nel 2007, un telefono cellulare.

### Cambi di proprietà
Nel 2003 la società entra in difficoltà, con il fatturato che crolla del 19% e i conti in rosso. Così nel 2004 Lamarthe viene ceduta, nel 2008 anche Mandarina Duck passa di mano, entrando per 27,5 milioni di euro a far parte di Antichi Pellettieri, società sotto il controllo di Mariella Burani Fashion Group. Nel marzo 2010 il Gruppo Burani finisce in amministrazione controllata. Anche per Mandarina Duck inizia un periodo nero con il fatturato che nel 2011 precipita da 50 a una trentina di milioni. E proprio quell'anno è ceduta, con un aumento di capitale di 27 milioni di euro, ai coreani di E-Land, un gruppo con un fatturato di 7 miliardi di dollari, proprietario di hotel e parchi tematici e gestore di 7.000 punti vendita monomarca in Cina e 2.000 in Corea per una sessantina di marchi asiatici. I coreani, che già nel 2010 avevano rilevato in Italia il gruppo calzaturiero Lario (brand Sutor Montellassi a cui fanno capo i marchi Lorenzo Banfi, Lario 1898, Nebuloni e Bressan e Verdelli), acquisiscono quasi contemporaneamente a Mandarina Duck il marchio Coccinelle.

### Da Bologna a Milano
Nel 2015 Mandarina Duck abbandona Bologna, la sede è trasferita a Milano in via Tortona, è chiuso anche lo stabilimento di Cadriano (Bologna) dopo averci già provato nel 2013, viene esternalizzata la produzione dei campioni dopo che già quella dei prodotti è stata trasferita all'estero. Nel 2016 la società apre un flagshop a Milano in via Brera e ritorna anche nei mercati europei a suo tempo abbandonati, in Spagna, Germania, Austria, Francia, Benelux.